# Cryphia strigula
Cryphia strigula là một loài bướm đêm trong họ Noctuidae.